# British History Online
British History Online est le nom d'une bibliothèque numérique britannique dont les archives sont constituées des principales sources primaires et secondaires du Moyen Âge de la Grande-Bretagne. Elle est née des activités communes de l'Institut en recherche historique (en) britannique et du projet « Histoire du parlement (en) » qui en sont devenus les gestionnaires.